# Universidad Veritas
La Universidad VERITAS, es una universidad privada con carreras relacionadas en diseño y arquitectura que está situada en San José, Costa Rica. 
Todas las carreras que ofrece la Universidad cuentan con la aprobación del Ministerio de Educación Pública de la República de Costa Rica a través de su ente evaluador, Consejo Nacional de la Educación Superior (CONESUP). 
Las Licenciaturas en Arquitectura, Diseño del Espacio Interno y Diseño Publicitario, han sido acreditadas por el Sistema Nacional de Acreditación de la Educación Superior (SINAES).
Pertenece a las siguientes asociaciones: Universia, College Consortium for International Studies (CCIS) y la Liga Europea de Institutos de Arte.

## Historia
En 1968 el Sr. Roberto Sasso Sasso fundó el Instituto Técnico de Administración de Empresas -ITAN-. Más tarde, en 1976, nace la primera universidad privada de Costa Rica, y con ella el Collegium VERITAS como uno de los cuatro fundadores de ésta. El Collegium funcionó como institución hermana del ITAN hasta 1994, año en que ambas instituciones se fusionan para independizarse y convertirse en una nueva universidad autónoma con el nombre de Universidad VERITAS.
En el año 2000 se toma la decisión de enfocarse en los campos del arte y diseño con las siguientes escuelas. Posteriormente, se crean las Escuelas de Cine y TV y de Animación Digital, primeras licenciaturas en estas materias no solo de Costa Rica sino de la región.
Actualmente, la Universidad VERITAS está organizada en dos facultades. Diseño e Imagen en las que se imparten ocho carreras.
Facultad de Diseño
- Escuela de Arquitectura
- Escuela de Diseño de Moda
- Escuela de Diseño de Productos
- Escuela de Diseño del Espacio interno
- Escuela de Diseño Gráfico
- Escuela de Diseño Publicitario

Facultad de Imagen
- Escuela de Animación Digital
- Escuela de Cine y TV
- Escuela de Fotografía

## Campus
Situado en Zapote, a 1 km de la Casa Presidencial, en San José, capital de Costa Rica. Consta de varios edificios que albergan aulas, talleres, laboratorios y los departamentos administrativos de la Universidad. Entre ellos figura el Auditorio Roberto Sasso Sasso y los talleres de Arquitectura, obra de los arquitectos Sebastián Alfaro y Carlos Azofeifa.

## Biblioteca
Es la primera biblioteca de Costa Rica en obtener certificación ISO 9001:2008. Con un catálogo de más de 32.000 títulos bibliográficos y 3.000 documentos audiovisuales. Y una videoteca con más de 2800 títulos cinematográficos. 
La Biblioteca utiliza el sistema de gestión admirativa bibliotecaria SIABUC en su versión 9 Pro desarrollada por la Universidad de Colima, el catálogo de la biblioteca puede ser visitado el enlace catálogo interno.

## CIP
Center for International Programs. Todos los años del orden de 500 estudiantes extranjeros asisten a diversos cursos en este centro, sobre todo provenientes de las Universidades con las que existen convenios bilaterales.